# Jan Kačer

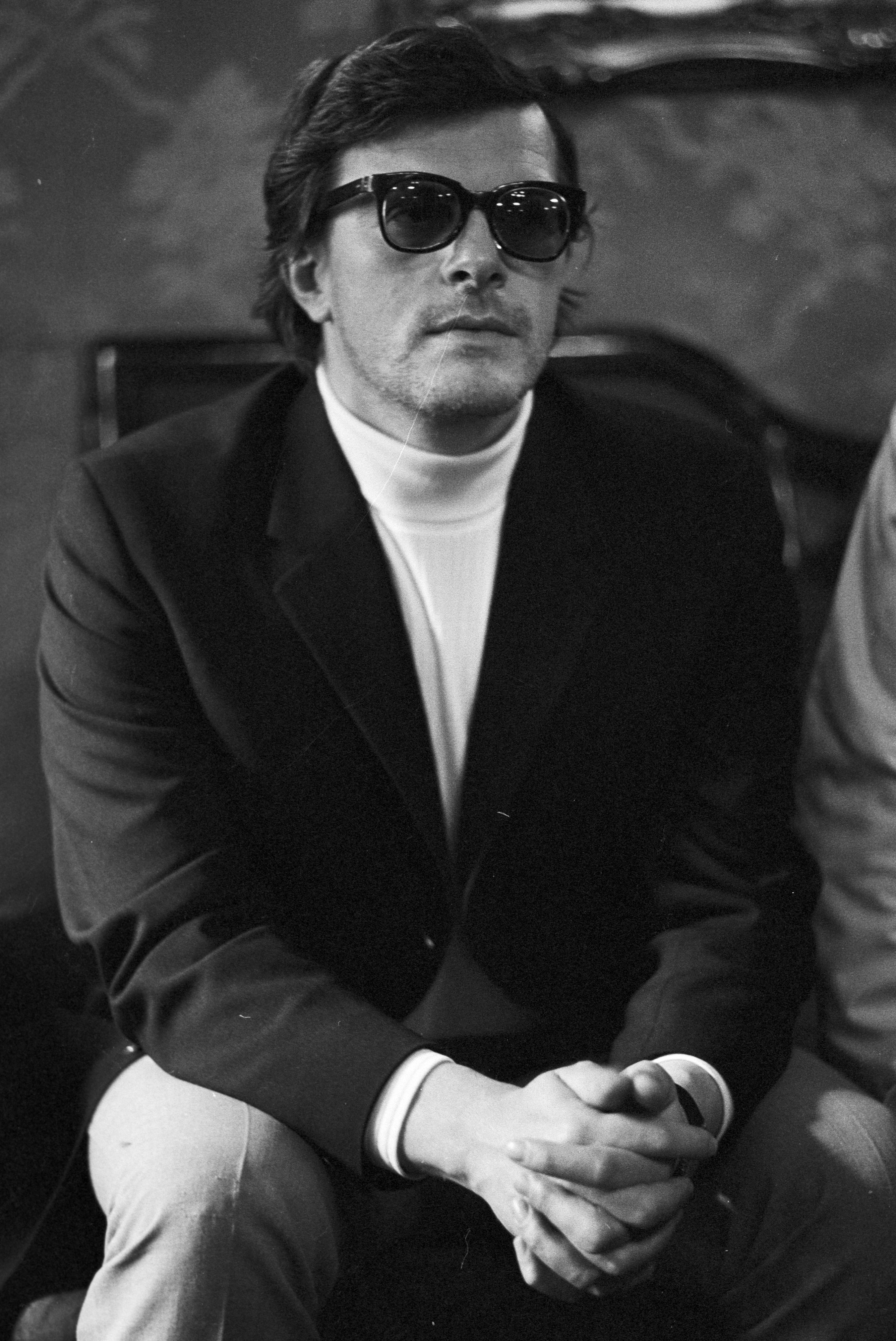
Jan Kačer (1971)

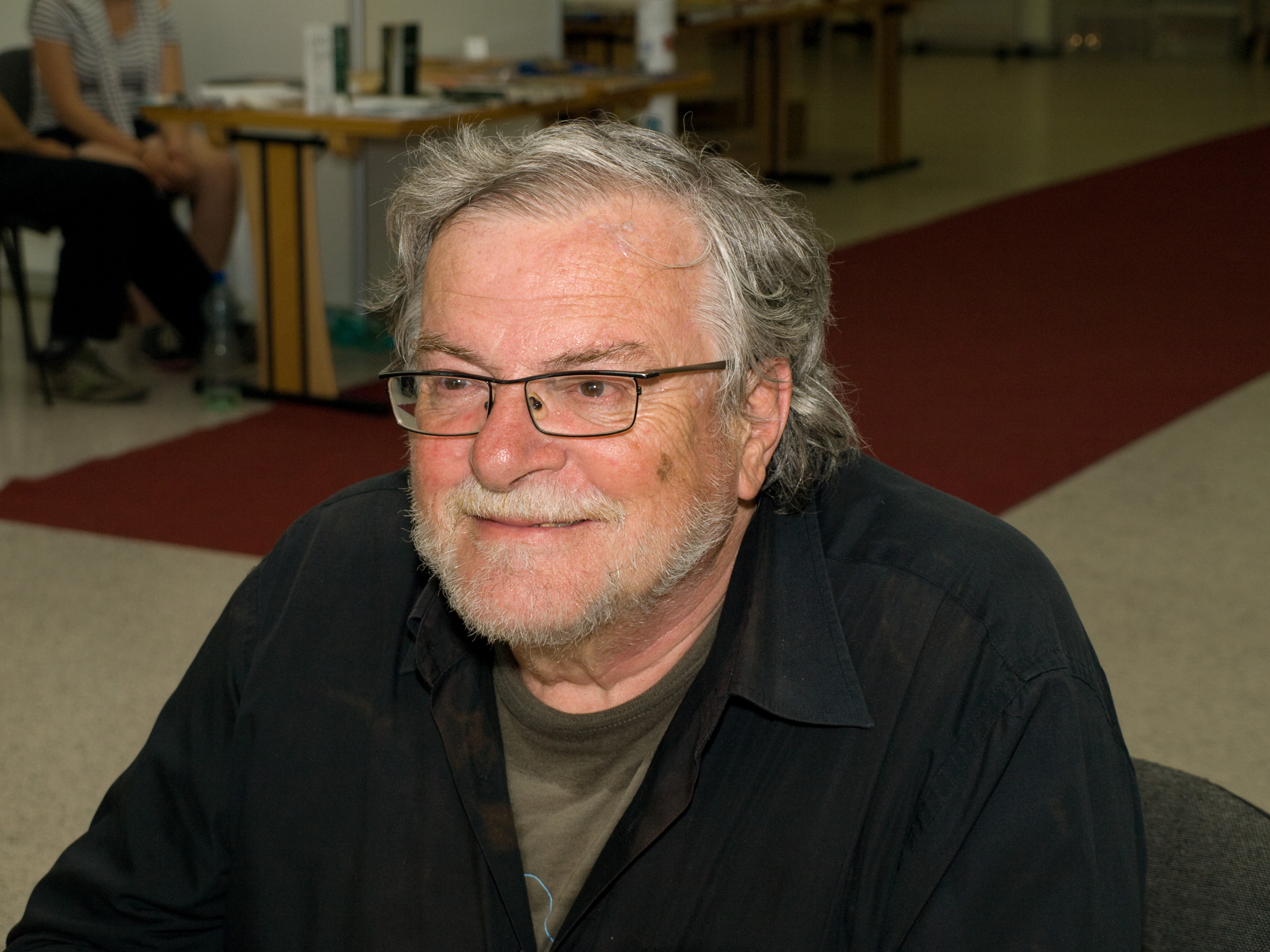
Jan Kačer (2012)

Jan Kačer (* 3. Oktober 1936 in Holice v Čechách; † 24. Mai 2024 in Prag) war ein tschechischer Schauspieler, Regisseur und Drehbuchautor.

## Leben und Karriere
Jan Kačer wuchs in der Kleinstadt Holice v Čechách auf.
Nach seinem Schulabschluss zog er nach Prag, wo er fortan lebte. Dort absolvierte er bis zum Jahr 1959 seine Schauspielausbildung an der Theaterfakultät der Akademie der Musischen Künste in Prag (DAMU). Als Bühnendarsteller wirkte Kačer daraufhin an verschiedenen Theaterhäusern in ganz Tschechien in zahlreichen Theaterstücken mit, wie beispielsweise in Peer Gynt oder in Othello. Von 1990 bis 1992 führte er Regie am Nationaltheater Prag.
Jan Kačer wirkte in seiner rund sechseinhalb Jahrzehnte lang andauernden Karriere als Schauspieler vor der Kamera von 1960 bis 2023 in mehr als 90 Film- und Fernsehproduktionen mit. Während er zu Beginn seiner Karriere noch oftmals in einer Nebenrolle besetzt wurde, konnte er sich später auch als Charakterdarsteller in Hauptrollen beweisen. Kačer führte bei neun Spielfilmen die Regie und war auch jahrelang als Drehbuchautor für Fernsehserien tätig.
Kačer war von 1962 bis zu ihrem Tod im Jahr 2021 mit der Schauspielerin Nina Divíšková verheiratet. Aus der Ehe gingen vier Töchter hervor, darunter die Schauspielerin Adéla Kačerová (* 1976).
In den 1990er-Jahren engagierte sich Kačer auch politisch. Nach der Samtenen Revolution saß er von der freien Wahl im Juni 1990 bis 1992 als Vertreter des Bürgerforums (bzw. nach dessen Spaltung der Bürgerbewegung) in der Volkskammer des Föderalparlaments der ČSFR. Ohne Erfolg trat er zu den tschechischen Senatswahlen 1996 (für die SD-LSNS) und 2004 (für die KDU-ČSL) an. Ab 1995 leitete er ein Jahrzehnt lang die Stiftung der Bürgerrechtsbewegung Charta 77. Im Jahr 2016 wurde Kačer von Staatspräsident Miloš Zeman mit dem Masaryk-Orden ausgezeichnet.
Jan Kačer starb am 24. Mai 2024 im Alter von 87 Jahren.

## Filmografie (Auswahl)
- 1960: Probuzení
- 1963: Der Tod heißt Engelchen (Smrt si ríká Engelchen)
- 1964: Mut für den Alltag (Každý den odvahu)
- 1965: Niemand wird lachen (Nikdo se nebude smát)
- 1966: Pfeifen, Betten, Turteltauben (Dýmky)
- 1967: Die Rückkehr des verlorenen Sohnes (Návrat ztraceného syna)
- 1967: Der sanfte Lauf
- 1967: Das Ende des Geheimagenten W4C mit Hilfe des Hundes von Herrn Foutska (Konec agenta W4C prostrednictvím psa pana Foustky)
- 1968: Verlobung auf der Durchreise (Jarní vody)
- 1970: Romanetto (Fernsehfilm)
- 1972: Jana Eyrová (Fernsehserie, 4 Folgen)
- 1974: Weg einer Frau (Cesta zeny)
- 1983: Weinlese (Vinobraní)
- 1983: Kočka
- 1983: Echokabaret (Fernsehfilm, Regie)
- 1985: Albert (Fernsehfilm)
- 1986: Die Operation meiner Tochter (Operace me dcery)
- 1987: Peter und Jan (Petr a Jan, Fernsehfilm)
- 1989: Mata Hari (Fernsehfilm)
- 1993: Mr. Kampanus (Mistr Kampanus, Fernsehfilm)
- 1996: Periferie (Fernsehfilm)
- 1999: Vincenz Priessnitz
- 2000: Hotel Herbich (Fernsehserie, 2 Folgen)
- 2003: Sentiment
- 2004: Bolero
- 2005: 1945 – Schatten der Vergangenheit (Krev zmizelého)
- 2007: Bleiben will ich, wo ich nie gewesen bin (Kurzfilm)
- 2013: Hotelier
- 2014: Krásno
- 2015: Doktor Martin (Fernsehserie, eine Folge)
- 2018: Mi(s)sing Dog (Kurzfilm)
- 2019: Červeň – The Red (Kurzfilm)
- 2022: Barcarole (Kurzfilm)
- 2023: Moc